# Букіттінгі
Букіттінгі (індонез. Bukittinggi) — місто в Індонезії, що входить до складу провінції Західна Суматра.

## Географія
Місто розташовано у центральній частині провінції, на заході острова Суматра, поряд із вулканами Сінгаланг і Мерапі, за 65 км на північ від Паданга.

## Історія
Місто було засновано 1825 року голландцями й було відоме як Форт-де-Кок. Під час Другої світової війни Суматра була окупована японськими військами, а 1943 року до Букіттінгі з Сінгапура був перенесений штаб 25-ї японської армії. 1949 року місто було офіційно перейменовано на Букіттінгі.

## Населення
За даними перепису 2010 року чисельність населення становила 111 312 осіб.
Динаміка чисельності населення міста за роками:
| 1990   | 2000   | 2005    | 2010    | 2012    |
| ------ | ------ | ------- | ------- | ------- |
| 72 093 | 89 393 | 100 512 | 111 312 | 115 512 |